# 新臺語歌運動
新臺語歌運動是1990年代在臺灣發起的音樂運動。參與者提出新臺灣歌的概念，推動使用母語（主要是臺語，後期也加入其他語言如客語、臺灣原住民語言等）來進行新的音樂創作，希望能夠將新的音樂風格帶入，也希望能打破政治上以國語為尊的限制。1989年黑名單工作室推出的專輯《抓狂歌》，被視為是這波音樂運動的起點。在流行音樂界，著名的參與者有陳明章、朱約信、林暐哲、林強、伍佰等人。後期的獨立樂團，如五月天等，也深受這個運動的影響。

## 歷史
1987年，台灣解嚴，行政院新聞局開始放鬆對於流行歌曲的管制；同年，水晶唱片舉辦了台北新音樂節，許多獨立地下音樂創作者都參與這場活動，其中有許多人都以台語進行表演。
1989年，黑名單工作室出版專輯《抓狂歌》，成為新臺語歌運動的起點。1990年，林強出版專輯《向前走》，席捲臺灣社會，流行音樂界開始注意到新臺語歌的市場。陳明章發表《下午的一齣戲》。
1991年，滾石唱片出版合輯《滾石第一流臺灣歌》。